# Gerhard Seeliger
Gerhard Wolfgang Seeliger (ur. 30 kwietnia 1860 w Białej, zm. 24 listopada 1921 w Lipsku) – niemiecki historyk.

## Życiorys
Urodził się w Białej (dziś Bielsko-Biała) na pograniczu Śląska Austriackiego i Galicji jako jedno z ośmiorga dzieci lokalnego polityka i działacza społecznego, wieloletniego burmistrza miasta, Rudolfa Theodora Seeligera. Jednym z jego braci był astronom Hugo von Seeliger.
Od 1879 roku studiował ekonomię i historię na Uniwersytecie Wiedeńskim, z czasem przeniósł się do Berlina, gdzie uzyskał doktorat w roku 1884. Habilitował się z historii trzy lata później w Monachium, gdzie potem wykładał jako privatdozent.
W 1895 został profesorem historii średniowiecznej i nowożytnej oraz nauk pomocnicznych historii na Uniwersytecie Lipskim. Zajmował się przede wszystkim dziejami Niemiec okresu średniowiecza oraz reformacji. W trakcie prac nad zbiorem Urkunden und Siegel in Nachbildungen für den akademischen Gebrauch (Dokumenty i pieczęcie w kopiach dla użytku akademickiego) współpracował z Albertem Brackmannem, Oswaldem Redlichem i Friedrichem Philippim.
W roku akademickim 1908/1909 był dziekanem wydziału filozoficznego, a w roku 1905/1906 rektorem całej lipskiej uczelni. Od 1898 r. wydawał Historischen Vierteljahrsschrift (Kwartalnik historyczny), a w roku 1907 zyskał tytuł tajnego radcy dworu.

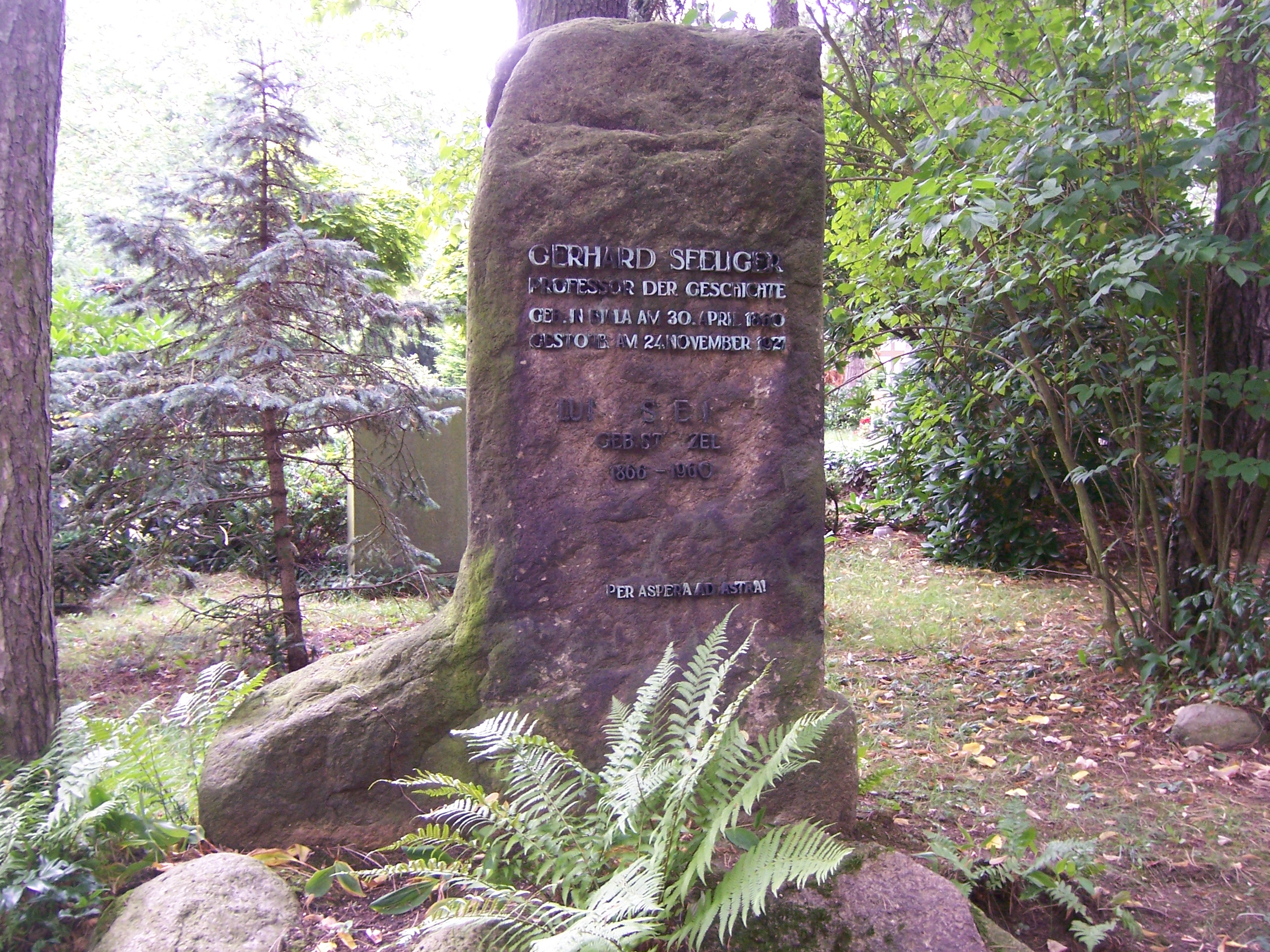
Grób Seeligera i jego żony na cmentarzu w Lipsku

Na początku 1917 wydał książkę pt. Das Deutschtum in den Westbeskiden und die Herzogtumer Auschwitz und Zator, która starała się udowodnić tezę, że tereny Beskidów Zachodnich i dawnych księstw oświęcimskiego i zatorskieg rzekomo zachowały niemiecki charakter pomimo przynależności do Polski w wiekach XVI do XVIII. Wpisywało się to w ówczesne dążenia bielsko-bialskich środowisk niemieckich do przyłączenia części z opisywanych w książce terenów do Śląska i zapobieżeniu przyłączenia ich do odrodzonej Polski. Plany te de facto zrealizowano z nawiązką podczas II wojny światowej tworząc Powiat Bielitz.
Żonaty z Louise Stölzel, miał piątkę dzieci. Pochowany został na Cmentarzu Południowym w Lipsku.

## Wybrane prace
- Das deutsche Hofmeisteramt im späten Mittelalter (Niemiecki urząd ochmistrza w późnym średniowieczu), 1885
- Erzkanzler und Reichskanzleien (Arcykanclerze i Kancelarie Rzeszy), 1889
- Die Kapitularien der Karolinger (Kapitularze karolińskie), 1893
- Die soziale und politische Bedeutung der Grundherrschaft im früheren Mittelalter (Społeczne i polityczne znaczenie własności ziemskiej we wczesnym średniowieczu), 1903
- Studien zur älteren Verfassungsgeschichte Kölns (Studia o dawnych dziejach ustroju miejskiego Kolonii), 1909
- Staat und Grundherrschaft in der älteren Deutschen Geschichte (Państwo i własność ziemska w dawnej historii Niemiec), 1909
- Das Deutschtum in den Westbeskiden und die Herzogtumer Auschwitz und Zator (Niemczyzna w Beskidach Zachodnich i Księstwach Oświęcim i Zator), 1916